# NGC 35
NGC 35 je spirální galaxie vzdálená od nás zhruba 269 milionů světelných let v souhvězdí Velryby.